# LSV Rerik
Der Luftwaffen-Sportverein Rerik (kurz: LSV Rerik) war ein deutscher Militär-Sportverein aus Rerik im heutigen Landkreis Rostock, der von 1940 bis 1944 existierte. Größter Erfolg der kurzzeitigen Vereinsgeschichte war die Fußball-Meisterschaft im Gau Mecklenburg.

## Sportlicher Werdegang
Der Luftwaffen-SV Rerik entstand im Jahr 1940 im Umfeld der ortsansässigen Flak-Artillerieschule 1. Auf sportlicher Ebene wurde die Fußballer des LSV mit der 1942 erfolgten Auflösung der Gauliga Nordmark und der Neubildung der Gauligen Schleswig-Holstein, Hamburg und Mecklenburg analog zum LSV Arado Warnemünde zur Spielzeit 1942/43 in die Gauliga Mecklenburg integriert. Die Mecklenburger Gauliga, welche bis auf die traditionellen Gauligisten der TSG Rostock sowie der Wehrmacht SG Schwerin fast nur noch aus Luftwaffenvereinen bestand, schloss Rerik in der Auftaktsaison mit dem dritten Rang ab.
In der Folgesaison fuhr Rerik erstmals die Mecklenburger Meisterschaft ein. In der damit verbundenen Qualifikation zur Endrunde der Deutschen Meisterschaft 1943/44 traf der Club auf den Meister der Gauliga Pommern. Trotz Halbzeitführung (3:2) unterlagen die Mecklenburger dem Pommernmeister HSV Groß Born noch mit 4:6.
Im Anschluss wurde der Verein im September 1944 kriegsbedingt vorzeitig vom Spielbetrieb zurückgezogen und aufgelöst. Eine Neugründung wurde nach 1945 nicht vollzogen.

## Statistik
- Teilnahme Gauliga Mecklenburg: 1942/43, 1943/44
- Teilnahme Deutsche Meisterschaft 1943/44
- Ludwig Warnemünde: Deutsche Meisterschaft im 1500-Meter-Lauf 1943